# Opel Kadett
Opel Kadett este o mașină mică de familie comercializată de producătorul german de automobile Opel din 1936 până în 1940 și apoi din 1962 până în 1991 (varianta Cabrio a continuat până în 1993), când a fost înlocuit de Opel Astra.